# South Brother Island
South Brother Island is een eiland in de East River in New York, tussen the Bronx en Riker's Island. Zijn tegenhanger North Brother Island ligt ca. 250 meter noordelijker en is groter en bekender. Tot in de jaren 60 werd het eiland tot Queens gerekend, maar nu maakt het deel uit van The Bronx. Het eiland was lang privébezit. Jacob Ruppert, een brouwerijmagnaat en vroegere eigenaar van de New York Yankees, had tijdens de vroege 20e eeuw een zomerhuis op het eiland. Sindsdien is het eiland onbewoond gebleven. Het is nu in het bezit van Hampton Scows, een bedrijf op Long Island dat geen plannen heeft met het eiland. Het kocht het eiland in 1975 voor 10 dollar.
Het dichte struikgewas herbergt belangrijke broedkolonies van verschillende vogelsoorten, waaronder de kwak, grote zilverreiger, witte reiger en Amerikaanse aalscholver.
Samen beslaan de twee Brother Islands, North en South, een oppervlakte van 81.423 vierkante meter.